# Europese kampioenschappen mountainbike 1993
De Europese kampioenschappen mountainbike van 1993 werden gehouden in Klosters. Het was de vierde editie die georganiseerd werd.

## Cross-Country

### Mannen
Elite
| №      | Naam                | Land        |
| ------ | ------------------- | ----------- |
| Goud   | Thomas Frischknecht | Zwitserland |
| Zilver | Daniele Bruschi     | Italië      |
| Brons  | Petr Hric           | Slowakije   |

### Vrouwen
Elite
| №      | Naam               | Land                |
| ------ | ------------------ | ------------------- |
| Goud   | Chantal Daucourt   | Zwitserland         |
| Zilver | Caroline Alexander | Verenigd Koninkrijk |
| Brons  | Cornelia Sulzer    | Oostenrijk          |

## Downhill

### Mannen
Elite
| №      | Naam            | Land      |
| ------ | --------------- | --------- |
| Goud   | Jürgen Sprich   | Duitsland |
| Zilver | Bruno Zanchi    | Italië    |
| Brons  | Vincent Julliot | Frankrijk |

### Vrouwen
Elite
| №      | Naam             | Land        |
| ------ | ---------------- | ----------- |
| Goud   | Giovanna Bonazzi | Italië      |
| Zilver | Brigitte Kasper  | Zwitserland |
| Brons  | Rita Buergi      | Zwitserland |

1989 · 
1990 ·
1991 · 
1992 ·
1993 ·
1994 ·
1995 ·
1996 ·
1997 ·
1998 ·
1999 ·
2000 ·
2001 ·
2002 ·
2003 ·
2004 ·
2005 ·
2006 ·
2007 ·
2008 ·
2009 ·
2010 ·
2011 ·
2012 ·
2013 ·
2014 ·
2015 ·
2016 ·
2017 ·
2018 ·
2019 ·
2020 ·
2021 ·
2022 ·
2023